# Reiner Gies
Reiner Gies (* 12. März 1963 in Kaiserslautern) ist ein ehemaliger deutscher Boxer. Er war im Leichtgewicht Viertelfinalist der Olympischen Spiele 1984 in Los Angeles und im Halbweltergewicht Gewinner einer Bronzemedaille bei den Olympischen Spielen 1988 in Seoul.

## Amateurkarriere
Reiner Gies trainierte beim 1. FC Kaiserslautern und wurde bei den Erwachsenen siebenmal Deutscher Meister; 1982 im Federgewicht, 1983, 1985 und 1986 im Leichtgewicht, sowie 1984, 1987 und 1989 im Halbweltergewicht. Zudem boxte er in der 1. Bundesliga und wurde dort mit dem Club CSC Frankfurt Deutscher Mannschaftsmeister der Jahre 1985 und 1988.
Bei den Olympischen Spielen 1984 besiegte er Samir Khenyab und John Kalbhenn, ehe er im Viertelfinale gegen den späteren Goldmedaillengewinner Pernell Whitaker ausschied. Bei den Olympischen Spielen 1988 kam er gegen Basil Maelagi, Lóránt Szabó, Adrian Carew und Sodnomdardschaagiin Altansüch bis in das Halbfinale, wo er gegen den späteren Goldmedaillengewinner Wjatschaslau Janouski unterlag.
Darüber hinaus war Gies Viertelfinalist der Europameisterschaft 1983 in Warna und der Weltmeisterschaft 1986 in Reno, sowie Achtelfinalist der Europameisterschaft 1987 in Turin.

## Profikarriere
Gies wurde 1991 Profiboxer bei Universum Box-Promotion, wo er von Frank Kiy und Fritz Sdunek trainiert wurde. Am 19. Dezember 1992 wurde er mit einem Sieg gegen den gebürtigen Kasachen Oleg Schalajew Internationaler Deutscher Meister (BDB) im Weltergewicht und verteidigte den Titel im Rückkampf am 2. April 1993.
Am 2. Oktober 1993 gewann er in Kaiserslautern gegen den Mexikaner Nino Cirilo und wurde dadurch Interkontinentaler Meister der IBF im Weltergewicht, verlor den Titel jedoch in der ersten Verteidigung am 19. März 1994 in Wien an Edwin Murillo aus Panama. In seinem nächsten und zugleich letzten Kampf verlor er am 8. Oktober 1994 in Halle (Saale) durch TKO in der zweiten Runde gegen den gebürtigen Chilenen Salvador Yáñez.

## Sonstiges
Gies wurde Abteilungsleiter des 2013 gegründeten BC Olympia Ramstein, der Boxabteilung des FV Olympia Ramstein, sowie Kampfrichter-Obmann des Südwestdeutschen Boxverbandes.